# Очень страшная история (повесть)
«Очень страшная история» — остросюжетный иронический детектив Анатолия Алексина для детей. Состоит из двух частей — «Тайна старой дачи» (1968, издана в 1969 году) и «Покойник оживает и начинает действовать» (1987, издана в 1992 году). В 1986 году на киностудии им. Горького режиссёр Никита Хубов снял одноимённый фильм по первому детективу.

## Сюжет

### Тайна старой дачи
Иронический детектив с подзаголовком «Детективная повесть, которую сочинил Алик Деткин» написана от лица шестиклассника как бы им самим и стилизована под «пробу пера» юного писателя. Действие происходит в неназванном городе (во второй части выясняется, что это Москва), в котором хорошо известен писатель Глеб Бородаев, пишущий приключенческо-мистические повести. Классный руководитель Алика Святослав Николаевич организовывает литературный кружок имени Бородаева, куда набирает пятерых литературно одарённых учеников из его класса: самого Алика, Наташу Кулагину, Валю Миронову, Андрея Круглова (по прозвищу «Принц Датский», которое дано ему за то, что он сочиняет стихи к разным школьным датам) и Генку Рыжикова (по прозвищу «Покойник», которое дано ему за то, что он сочиняет стихи, в которых постоянно выражает желание умереть от безответной любви к неким неназванным девочкам). Шестым и почётным членом становится их одноклассник Глеб Бородаев-младший, который приходится внуком писателю. В классе открывается выставка, посвящённая жизни и творчеству писателя. Разбирая его творчество, ребята узнают о его самой популярной книге «Тайна старой дачи», в которой рассказывается про некого человека (в тексте зовётся просто Дачник), который в ночь под Новый Год таинственно исчез на загородной даче, не оставив никаких следов и его так и не нашли. Причём дача, которая описана в книге, существует и в реальности (там же Глеб Бородаев-старший и написал книгу, когда снимал её). За всем этим на Глеба обрушивается слава и почёт, к которым он был совершенно не готов.
Так проходит год и Святослав Николаевич уходит на пенсию, а вместо него появляется новая руководительница, молодая Нинель Фёдоровна, которая ничего до этого не слышала о Бородаеве и поэтому закрывает выставку, посвящённую ему, предлагая начать основательное изучение творчества Пушкина. В то же время она не против предложения ребят съездить вместе с членами кружка на ту самую дачу, которую ребята очень жаждут увидеть (Алик жаждет этого больше всех, потому что хочет разгадать тайну исчезновения Дачника). Через некоторое время Нинель приглашает весь класс на стадион, где она готовится к теннисным соревнованиям на первенство города. Из-за этого на родительском собрании родители многих учеников устраивают скандал, потому что стадион был очень далеко, а Нинель позволила ребятам съездить туда без сопровождающих. Впрочем, об этом скоро забывают, потому что вот-вот должна состояться поездка. Однако в назначенный воскресный день Нинель не приходит, потому что, по словам Глеба, переезжала в новостройку и заболела ангиной. Видя нерешительность ребят, Глеб предлагает поехать самим и даже признаётся, что события, описанные в повести, имели место и в реальности: на той самой даче действительно таинственно исчез человек. Ребята заинтересовываются и Глеб при них звонит Нинель из школы и спрашивает разрешение, на что Нинель, по его словам, отвечает согласием. Женский голос в трубке слышит и Алик.
Шестеро подростков садятся в поезд и едут на станцию Антимоновка. От станции Глеб ведёт их очень запутанной дорогой. На даче они обнаруживают молодого человека по имени Григорий, чья тётя является владелицей дачи. Бородаев-старший часто снимал эту дачу и знал Григория. Выясняется, что знаменитую книгу писатель написал в подвальном помещении, где устроил себе небольшой кабинет, и ребята хотят его посмотреть. Племянник проводит их в подвал, после чего неожиданно запирает дверь снаружи под предлогом, что так они смогут узнать тайну исчезновения Дачника. Ребята, хоть и в состоянии паники, сохраняют спокойствие. Со слов Алика, Наташу беспокоит даже не их заточение, а то, что она должна к семи часам вернуться домой, потому что её мама больна. Положение ещё больше усугубляется тем, что ребята находят в подвале скелет и приходят к выводу: это скелет Дачника. Чтобы хоть как-то не дать друзьям раскиснуть и самому не впасть в панику, Алик предлагает устроить нечто вроде внепланового заседания их кружка, где предлагает Мироновой, Покойнику и Принцу что-нибудь сочинить про сегодняшний день. Миронова сочиняет подробную литературную зарисовку своих действий с самого утра вплоть до заточения. Когда она рассказывает про то, как Глеб звонил Нинели, Алик внезапно находит в одной её фразе некий особый смысл, но пока никому его не раскрывает. Затем он просит Глеба повспоминать что-нибудь из жизни его дедушки, и Глеб вспоминает, что на столе, который стоит здесь в подвале, есть мемориальная табличка с надписью, которую он зачитывает им вслух «Здесь в течение одного года, трёх месяцев и семи дней была написана повесть „Тайна старой дачи“». Разговорив Глеба, Алик узнаёт, что в этом подвале его дед старался нагнать на самого себя страху для большего вдохновения. После чего Алик изучает найденный скелет и понимает, что он не настоящий: это муляж, подаренный Бородаеву за выступление в подшефной школе и поставленный им здесь в подвале для вдохновения. Объясняя всем свою догадку, Алик случайно смотрит на мемориальную табличку и замечает ещё одну улику, о которой тоже никому не говорит. После этого следует описание мыслей Алика, где он начинает понимать, что их неожиданное заточение явно выгодно Глебу (Алик не даёт читателям точного объяснения, почему он так решил). Придя к выводу, что и поездка и заточение были заранее спланированы Глебом, Алик обследует подвал и наконец находит замаскированную дверь, которая открывается не полностью, оставляя лишь небольшой узкий проём. Через неё ребятам удаётся протиснуться наружу (некоторым для этого даже приходится раздеться). Снаружи ребята слышат гудок тепловоза, который даёт Алику ещё одну улику. 
Прибежав на станцию, ребята выясняют, что Алик перепутал расписание и их поезд уже ушёл, а следующий будет только через 4 часа, из-за чего домой они попадут только к 11 часам вечера. Чтобы как-то сообщить о себе родителям, ребята решают вернуться на дачу, потому что там есть прямой телефон в город. Алик отвлекает на себя Племянника, заманивает его в подвал и запирает там. Племянник, будучи старше и толще подростков, не может выбраться через ту замаскированную дверь, которой ранее воспользовались ребята, поэтому он оказывается в реальном заточении. Добравшись до телефона на даче, они предупреждают своих родителей о том, что вернутся поздно. Когда звонит Глеб, следуют мысли Алика о том, что семья Глеба заранее знала, что они задержатся допоздна. Дождавшись времени прибытия поезда, ребята собираются уходить, но Наташа замечает, что Племянника лучше выпустить, потому что тогда «они все будут не лучше его». Тогда Алик отводит Глеба в сторону и у них происходит краткий разговор, в котором Алик чётко даёт понять читателю и самому Глебу, что за всем этим стоит последний, но не раскрывает пока причин этой догадки и мотивов Глеба. Чтобы Глеб искупил вину, Алик предлагает ему разыграть небольшой спектакль: они не хотели выпускать Племянника, а он хотел, тогда они его связали и ушли, но он сумел вырваться, спустился в подвал и отпер дверь. При таком раскладе Племянник вряд ли будет сердит на Глеба. Ребята уходят из дома по направлению к станции и через какое-то время их догоняет Глеб, сообщив, что Племянник действительно не тронул его и Глеб, улучив момент, сбежал с дачи. Далее ребята бегут на прибывающий поезд и успевают в последний момент.
Алик отзывает Глеба в дальний конец вагона, где их никто не может слышать, и просит Глеба наконец во всём признаться. Глеб волнуется и просит, чтобы рядом с ним была Наташа (он хочет, чтобы Наташа знала — Глеб совсем не хотел, чтобы Наташа опоздала домой к больной матери). Наташа подсаживается к ним, что Алика даже радует, и он сам начинает вместо Глеба рассказывать правду. Глеб Бородаев хотел вернуть себе утраченный почёт, для чего ему было нужно, чтобы Нинель уволили из их школы, чтобы потом заново открыть литературный кружок имени его деда. Поездка на злополучную дачу даёт ему возможность осуществить этот замысел. По совпадению так получается, что накануне Нинель переезжала в новую квартиру, где не проведена телефонная связь, из-за чего она не могла связаться со школой и сообщить, что поездка откладывается. Но Глебу очень нужно, чтобы они туда поехали, так как история со стадионом показала, что если Нинель ещё раз предоставит им самостоятельность, то её уволят. Чтобы ребята действительно думали так, он, как выясняется, подговаривает свою двоюродную сестру изобразить Нинель в телефонном разговоре, где она, якобы, разрешает им поехать самим. А чтобы ребята ещё больше загорелись желанием туда поехать, он врёт им, что события той знаменитой повести происходили на самом деле. Однако на мемориальной табличке в подвале, которую Глеб зачитывал им вслух, была несколько иная надпись, гласящая, что повесть «Тайна старой дачи» «…была придумана и написана», и, следовательно, всё, что было описано в повести, было лишь выдумкой писателя. Приехав на станцию Антимоновка, Глеб ведёт их к даче длинной запутанной дорогой, чтобы они думали, что дача расположена от станции очень далеко (именно это понял Алик по гудку тепловоза). Далее по его плану Племянник (с которым он был в сговоре) запирает их в подвале и должен держать там до позднего вечера, чтобы у всех у них в городе переполошились родители, которые снова устроят скандал, и Нинель будет уволена. 
Наташа, выслушав всё это, говорит, что мотивы Глеба целиком лежат на их совести: это они создали вокруг него ореол незаслуженной славы, от которой он не смог отказаться. Повесть имеет открытый конец: Алик спрашивает у Наташи, стоит ли им прощать Глеба, на что Наташа отвечает, что не знает, и затем говорит: «Если слабый и глупый человек жесток — это противно. Но если умный и смелый человек жесток — это страшно». Слова «умный и смелый» явно относятся к Алику, и он счастлив оттого, что заслужил такую характеристику от Наташи, которая ему нравится.

### Покойник оживает и начинает действовать
Продолжение, написанное через 20 лет, когда в СССР шла перестройка, отличается «потяжелевшей» атмосферой повествования и более «взрослыми» рассуждениями героя. После раскрытия заговора Глеба Бородаева Алик Деткин становится знаменитостью школы, где с подачи учительницы Муры открывают уголок его имени; в то же время Глеба подвергают остракизму. Наташа Кулагина опасается, что Алик станет «прежним Глебом» и демонстративно не замечает его популярности, несколько даже от него отдалившись. В разгар обрушившейся на него славы и почёта Алика вызывают в школьную канцелярию к телефону. На том конце мужской голос представляется следователем прокуратуры со станции Антимоновка, который сообщает, что Алику и остальным шести членам литературного кружка предъявлено обвинение в убийстве. Он требует, чтобы ребята приехали на старую дачу для прояснения обстоятельств, и настоятельно советует, чтобы они никому не рассказывали об их поездке (голос следователя кажется Алику знакомым). Ребята больше удивлены таким событием, чем напуганы, и поэтому соглашаются все поехать. Покойник неожиданно заявляет, что им нечего волноваться, потому что он «защитит их и найдёт истинного виновного».
В электричке Алик становится свидетелем того, что Покойник по ошибке протягивает контролёру вчерашний билет. На даче их встречают трое молодых людей, представившихся следователями правоохранительных органов. Здесь и выясняется, что Алика и компанию обвиняют фактически в убийстве Племянника Григория, который, оставшись запертым в подвале, якобы умер там от голода (то есть Глеб обманул ребят, сказав, что выпустил Племянника). Во время этого Алик смотрит на почтовый ящик и замечает, что на нём нет жестянки с номером дома, зато есть жестянка с надписью «Рыжиковым». Вдруг слышится крик из подвала и выясняется, что Племянник жив. Покойник кричит ребятам, чтобы они бежали на станцию, а сам выхватывает у одного из следователей из руки ключ от подвала, который до этого никто не видел (Алик заостряет внимание на этом факте). Прибежав на станцию с ребятами и догнавшим их Покойником, Алик выясняет, что прокуратуры на станции Антимоновка нет.
Наташа считает, что Глеб невиновен, и просит Алика доказать это. Уже в обратной электричке случайно услышав от Покойника, что у него есть старший брат, студент-юрист, Алик замечает, что манера голоса и походки у Покойника такие же как у одного из следователей. Алик срывает едва начавшийся триумф Покойника, доказав, что последний сам всё и подстроил: выясняется, что некоторое время назад родители Покойника купили злополучную дачу. Покойник же решил инсценировать освобождение разъярённого Племянника с риском для себя и «спасти» остальных ребят, окончательно втоптав Глеба в грязь, для чего подговорил старшего брата и его друзей изобразить следователей прокуратуры. Накануне он поехал на дачу и провёл репетицию «освобождения», поэтому знал, в какой руке «следователь» держит ключ от подвала. Чтобы скрыть тот факт, что дача принадлежит его семье он решил оторвать жестянку со своей фамилией с почтового ящика, однако в осенних сумерках ошибся и отодрал вместо неё номер дома. Всё это Покойник затеял потому, что хотел отобрать у Алика славу и, как следствие, расположение Наташи. Как и в предыдущей части финальное слово остаётся за Наташей, которая прямо говорит Покойнику, что он «попытался ославить невинного, чтобы прославиться самому». Таким образом, Алик возвращает любовь Наташи, но одновременно приобретает врага в лице Покойника.

## Персонажи

### Члены литературного кружка им. Гл. Бородаева
- Алик Деткин «Детектив» — 13 лет, главный герой повести. Любит читать детективы. Себя описывает, как вполне сформировавшуюся конкретную личность. Влюблён в одноклассницу Наташу Кулагину, из-за чего в основном и вступил в литературный кружок, хотя у него была особенность записывать портретные характеристики окружающих. Своё прозвище Детектив получил из-за того, что его фамилия Деткин на мешке для сменной обуви частично стёрлась и остались только первые три буквы «ДЕТ», которые один из старшеклассников называл «Детектив», что и определило влечение Алика к детективам.
- Наташа Кулагина — 13 лет, учится в одном классе с Аликом, который в неё влюблён с первого класса. В литературный кружок записалась из-за её особенности записывать в тетрадь все её мысли о чём-либо. В финале обеих повестей играет решающую роль во время разоблачения антагонистов. Во второй повести активно защищает Глеба. В тексте Алик часто называет её только Наташей.
- Валя Миронова — 13 лет. Описывается Аликом, как самая старательная ученица класса, которая одержима мыслью перевыполнить норму во всём. В кружок попала благодаря её литературной зарисовке, где в подробностях описала свои действия утром перед школой. Со слов Алика у Мироновой железный характер, потому что когда ребята оказываются заперты в подвале Миронова не паникует и ведёт себя очень спокойно. В сюжете второй повести себя конкретно никак не проявляет, кроме финального эпизода, где Алику становится ясно, что она и Принц явно из социально-необеспеченных семей, из-за чего он чувствует перед ними стыд. В тексте Алик часто называет её по фамилии.
- Андрей Круглов «Принц Датский» — 14 лет. Описывается Аликом, как очень высокий и широкий в плечах, из-за чего носит прозвище Принц. Дополнение Датский получил из-за того, что любит сочинять стихи к различным датам. По словам Алика «В его груди билось доброе, благородное сердце» и «большая физическая сила сочеталась в нём с детской застенчивостью». Подобно Мироновой он не особо волнуется во время заточения в подвале. Уважает Покойника, потому что сам не умеет сочинять стихи о любви (во второй повести не поясняется, потерял ли Покойник его уважение, когда выяснилась правда о его предательстве). Называется Аликом в основном по прозвищу.
- Генка Рыжиков «Покойник» — 14 лет. Как и Принц Датский любит сочинять стихи, но внешне, как Алик его описывает, является ему полной противоположностью. Прозвище Покойник получил из-за того, что сочиняет стихи, в которых мечтает умереть. Причём такое желание объясняется его несчастной любовью к неизвестным девочкам, которые в стихах упоминаются только инициалами. В дальнейшим признаётся, что все эти девочки были им выдуманы, а инициалы были поэтической системой. В сюжете первой повести никак конкретно себя не проявляет, в сюжете второй, когда к Алику приходит слава детектива, из-за съедаемой зависти становится вторым скрытым антагонистом и пытается подставить Глеба. Называется Аликом в основном по прозвищу.
- Глеб Бородаев «Внук Бородаева» — 14 лет, внук известного писателя. Скрытный антагонист первой повести. Описывается Аликом, как очень добрый и отзывчивый ко всем и в то же время очень застенчивый парень. Когда волнуется, начинает говорить обрывочными фразами. Он единственный член литературного кружка, который вступил туда не по своей воле. Никакой литературной особенности не имеет. В финале очень раскаивается в своём поступке и во второй повести ведёт себя очень подавленно. В финале первой повести Алик обвиняет его, в финале второй — защищает. Подобно Наташе Глеб ещё один персонаж, которого Алик называет просто по имени.

### Учителя
- Святослав Николаевич — классный руководитель главных героев и учредитель литературного кружка имени Глеба Бородаева. В эпизоде описания Алик говорит, что хотя ему 59 лет, его внешность очень обманчива и энергия бьёт из него ключом. В 60 лет уходит на пенсию и очень тяжело переживает расставание с классом. Во второй повести не фигурирует.
- Нинель Фёдоровна — новый учитель литературы. Ничего не слышала о Глебе Бородаеве. Позже прочитала все его книги.
- Мура — творческая личность, руководительница «Клуба поразительных встреч». Создатель «Уголка Ал. Деткина» и зачинатель «культа личности» Алика. Фигурирует лишь во второй повести.

### Другие
- Григорий Шавкин «Племянник» — 25 лет, сторож дачного посёлка, чья тётя является владелицей дачи, за которой он присматривает в период её отсутствия. Ранее отсидел за драку. Он был в сговоре с Глебом и по его просьбе запер ребят в подвале. Затем он сам туда попадает, попавшись на удочку Алика. Когда ребята решают его выпустить, Алик взваливает эту задачу на Глеба, так как догадывается, что он и Племянник — сообщники и тот ничего не сделает Глебу. Во второй повести Племянник снова заперт в подвале, на этот раз Покойником и его старшим братом.
- Парамонов — ученик той же школы, что и Алик. По словам Деткина, «если позвонить Парамонову, он растрезвонит об этом звонке на всю школу».
- Костя — старший брат Алика. Не очень его уважает, считает, что Деткин «подражает низким литературным образцам».

## История написания и публикация
В ходе написания повести автор использовал фрагменты из своего детства.
Первая повесть «Тайна старой дачи» была опубликована в журнале «Юность» (№ 1 за 1969 год) с иллюстрациями Евгения Шукаева. В книжном варианте была впервые издана издательством «Детская литература» в 1970 году в сборнике с другими повестями Алексина под названием «Узнаёте? Алик Деткин!». В дальнейшем неоднократно переиздавалась, общий тираж по состоянию на 1993 год превысил 4,5 млн экз. Повесть переведена на 36 языков мира.
В 1987 году Алексин написал продолжение — «Покойник оживает и начинает действовать» с подзаголовком «Вторая страшная история ещё пострашнее первой», но опубликовал её только 1992 году во всё том же журнале «Юность» (на этот раз по частям, с 6 по 8 номера). Отдельной книгой была издана вместе с первой частью в 1993 году издательством «Олимп ППП».

## Экранизации
- В 1986 году на киностудии им. Горького режиссёр Никита Хубов снял по первой повести одноимённый фильм.
- В 2009 году Радио России выпустило аудиоспектакль по первой повести.